# Maren Fromm
Pour les articles homonymes, voir Brinker et Fromm.
Maren Fromm (née Brinker le 10 juillet 1986 à Wilhelmshaven) est une ancienne joueuse allemande de volley-ball. Elle mesure 1,84 m et jouait au poste de réceptionneuse-attaquante. Elle a totalisé 310 sélections en équipe d'Allemagne. Elle a mis un terme à sa carrière de volleyeuse professionnelle en 2018. Elle est mariée au volleyeur allemand Christian Fromm.

## Clubs
| Club                        | De        | À         |
| --------------------------- | --------- | --------- |
| Oldenburger Turnerbund      | 2002-2003 | 2004-2005 |
| VC Olympia Berlin           | 2005-2005 | 2005-2005 |
| USC Braunschweig            | 2005-2006 | 2005-2006 |
| TSV Bayer 04 Leverkusen     | 2006-2007 | 2008-2009 |
| USC Münster                 | 2009-2010 | 2009-2010 |
| VC Stuttgart                | 2010-2011 | 2010-2011 |
| Robursport Volley Pesaro    | 2011-2012 | 2011-2012 |
| Futura Volley Busto Arsizio | 2012-2013 | 2012-2013 |
| Impel Wrocław               | 2013-2014 | 2013-2014 |
| Promoball Flero             | 2014-2015 | 2015-2016 |
| İdmanocağı Spor Kulübü      | août 2016 | nov 2016  |
| Schweriner SC               | 2016-2017 | 2016-2017 |
| Çanakkale Belediye          | 2017-2018 | 2017-2018 |

## Palmarès

### Équipe nationale
- Championnat d'Europe
  - Finaliste : 2011, 2013.
- Ligue européenne
  - Vainqueur: 2013.

### Clubs
- Championnat d'Allemagne
  - Vainqueur : 2017.
- Coupe d'Allemagne
  - Vainqueur :2011.
  - Finaliste : 2017.
- Supercoupe d'Italie
  - Vainqueur : 2012.
- Championnat de Pologne
  - Finaliste : 2014.

### Distinctions individuelles
- Ligue des champions de volley-ball féminin 2012-2013: Meilleure serveuse.